# Lijst van Eerste Kamerleden voor GroenLinks-PvdA
Een overzicht van Eerste Kamerleden voor de gezamenlijke fractie GroenLinks-PvdA. Na de Eerste Kamerverkiezingen in 2023 gingen de fracties van de twee partijen samen als één fractie verder onder leiding van Paul Rosenmöller.
| Eerste Kamerlid         | Begindatum   | Einddatum | Partij     |
| ----------------------- | ------------ | --------- | ---------- |
| Ferd Crone              | 13 juni 2023 |           | PvdA       |
| Mary Fiers              | 13 juni 2023 |           | PvdA       |
| Roel van Gurp           | 13 juni 2023 |           | GroenLinks |
| Hetty Janssen           | 13 juni 2023 |           | PvdA       |
| Farah Karimi            | 13 juni 2023 |           | GroenLinks |
| Saskia Kluit            | 13 juni 2023 |           | GroenLinks |
| Randy Martens           | 13 juni 2023 |           | PvdA       |
| Artie Ramsodit-de Graaf | 13 juni 2023 |           | PvdA       |
| Jeroen Recourt          | 13 juni 2023 |           | PvdA       |
| Daan Roovers            | 13 juni 2023 |           | GroenLinks |
| Paul Rosenmöller        | 13 juni 2023 |           | GroenLinks |
| Noortje Thijssen        | 13 juni 2023 |           | GroenLinks |
| Gala Veldhoen           | 13 juni 2023 |           | PvdA       |
| Mei Li Vos              | 13 juni 2023 |           | PvdA       |